# Mateli Magdalena Kuivalatar
Mateli Magdalena Kuivalatar, född 8 maj 1777, död 29 december 1846, var en finsk-karelsk 
folksångare. Hon betraktas som den mest notabla av de kända finsk-karelska sångarna av sitt kön. Hennes inflytande på Kanteletar av Elias Lönnrot ses som stort.  
Kuivalatar var dotter till Antti Antinpoika Kuivalainen (d. 1741) och Valpuri Matintytär Muroke Tohmajärven Oskolasta och gifte sig 1793 med Pietari (Pekka) Antinpoika Ikosen (död 1832). Hon var aktiv som folksångare, klok gumma och siare. 
Elias Lönnrot träffade henne 1838; han var då nästan klar med Kanteletar, men upptäckte så mycket saknad kunskap för sitt ämne hos henne att han tvingades göra om sitt verk. Hennes dikter och sånger var ofta kärlekssånger, innehöll ofta mytologi från Kalevala, och var annars närmast unika. 